# Матильда Сміт
Матильда Сміт (англ. Matilda Smith; 30 липня 1854 — 1927) — британська жінка-ботанік, ботанічна ілюстраторка. Її роботи з'являлися у Curtis's Botanical Magazine протягом сорока років. Перша з художників, хто детально зобразила флору Нової Зеландії, перша офіційна ботанічна ілюстраторка Королівських ботанічних садів в К'ю, друга жінка-член Лондонського Ліннеївського товариства.

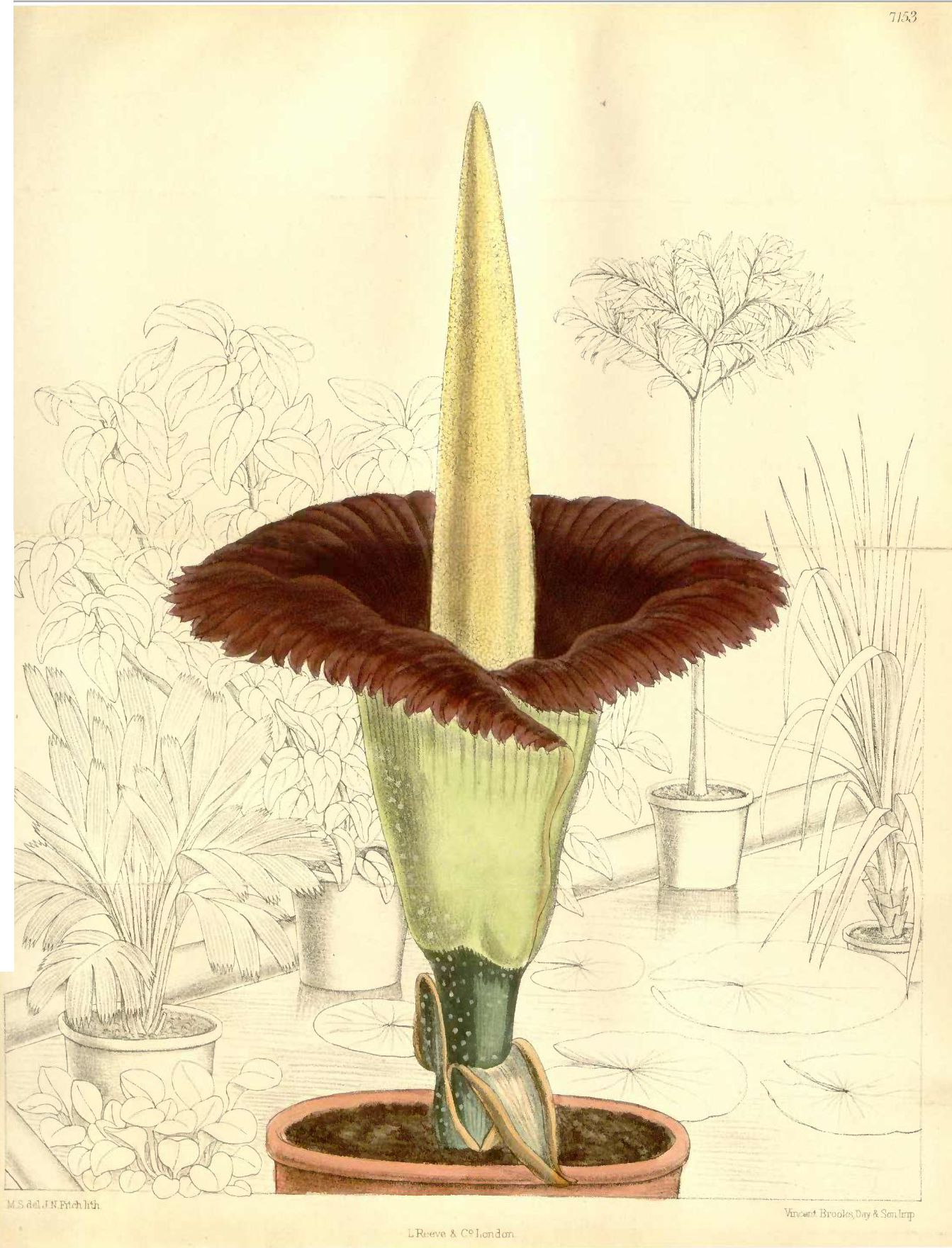
Amorphophallus titanum автор Матильда Сміт. Зображення з Curtis's Botanical Magazine, 1891. Сміт замалювала цю рослину під час першого цвітіння у Королівських ботанічних садах в К'ю у 1889 році

## Біографія
Матильда Сміт народилася 30 липня 1854 року у місті Мумбаї, але її родина емігрувала до Англії, коли вона була дитиною. Під впливом двоюрідного брата, ботаніка Джозефа Долтона Гукера, Матильда зацікавилася ботанікою, його донька Геррієт також стала ботанічною ілюстраторкою. Джозеф Гукер був директором Королівських ботанічних садів в К'ю та рисувальником і він привів Матильду Сміт у К'ю.
Сміт особливо захоплювався роботами Волтера Фітча, провідного художника Curtis's Botanical Magazine. Незважаючи на невеликий досвід, Гукер закликав її показати свої роботи Фітчу, і у 1878 році вперше було опубліковано один з її малюнків. Суперечки щодо оплати між Фітчем і Гукером призвели до того, що у 1877 році Фітч залишив багаторічну роботу у журналі. Це посприяло тому, що Матильда Сміт почала працювати у журналі разом із Геррієт Тізелтон-Дайер і у 1880 році стала ключовою ілюстраторкою Curtis's Botanical Magazine. У 1879—1881 роках кожний випуск містив близько 20 її малюнків, а до 1887 року вона була майже єдиною ілюстраторкою журналу. У 1898 році вона була призначена єдиною офіційною художницею журналу. Впродовж сорока років з 1878 і до 1923 Сміт створила понад 2300 ілюстрацій для журналу.
Протягом багатьох років співпраці із Ботанічними садами в К'ю Матильда Сміт створила понад 1 500 зображень для видання Icones Plantarum, монументальної публікації про рослини К'ю, під редакцією Гукера. Вона також створювала репродукції з відсутніх у томах бібліотеки К'ю пластин, і стала першою ботанічною мисткинею, що широко зобразила флору Нової Зеландії. Її особливо цінували за здатність створювати правдоподібні ілюстрації з висохлих, деформованих, часом недосконалих зразків. Її винятковий внесок призвів до того, що вона була призначена першою офіційною ботанічною ілюстраторкою Ботанічних садів в К'ю у 1898 році. У 1921 році, залишивши К'ю, Сміт стала асоційованим членом Лондонського Ліннеївського товариства. Вона була нагороджена Меморіальною срібною медаллю Вейча Королівського садівничого товариства за майстерність ботанічної ілюстрації та внесок у Curtis's Botanical Magazine.
Матильда Сміт померла у 1926 році у Кортленді, округ Кортленд (Нью-Йорк).

## Ботанічніепоніми
- Smithiantha (родина Геснерієві)
- Smithiella (viz. Smithiella myriantha, синонім Pilea myriantha)

|                                                 |
| Pandanus furcatus. Curtis's Botanical Magazine. |

|                                                        |
| Costus spectabilis. Curtis's Botanical Magazine, 1905. |

|                                                              |
| Passiflora sanguinolenta. Curtis's Botanical Magazine, 1900. |